# Анастасіо Сомоса Дебайле
Анастасіо Сомоса Дебайле (ісп. Anastasio Somoza Debayle; 5 грудня 1925 — 17 вересня 1980) — сорок четвертий і сорок п'ятий президент Нікарагуа, з 1 травня 1967 по 1 травня 1972 і з 1 грудня 1972 по 17 липня 1979. Фактично, як глава Національної гвардії, він був главою держави з 1967 по 1979.

## Біографія
Народився 5 грудня 1925 року в Манагуа в родині династії Сомоси, яка керувала Нікарагуа з 1936. Як батько Анастасіо Сомоса Гарсіа і брат Луїс Сомоса Дебайле, Анастасіо Сомоса продовжував правити країною, спираючись на американську військову і економічну допомогу, аристократію і добре озброєну і навчену дванадцятитисячну гвардію, офіцерський корпус якої був замкнутою і привілейованою кастою.

## Повалення
10 січня 1978 року, після вбивства гвардійцями головного редактора опозиційної газети «La Prensa» Педро Хоакіна Чаморро (його дружина, в майбутньому президент — Віолета Чаморро), в країні почалося збройне повстання, яке режим змушений був придушувати самостійно. Сомоса благав Джиммі Картера про допомогу. Віце-президент Нікарагуа Луїс Паллаіс виступив в конгресі США з промовою, в якій пророкував: «Ви ще проклянете той день, коли вам не вистачило рішучості зупинити експансію радянського імперіалізму на континенті», — але нікого не переконав. В кінці червня 1979 Пентагон привів 82-ю повітряно-десантну дивізію в стан підвищеної боєготовності, але справа тим і скінчилося. Провідні американські ЗМІ заговорили про «повний крах центральноамериканської політики США» і навіть про «програну битву, яка призведе до поразки в глобальному протистоянні між США і СРСР».
На світанку 17 липня 1979 року Анастасіо Сомоса-молодший наказав викопати з землі труни з тілами свого батька, і старшого брата, а також всіх покійних членів сім'ї, що правила Нікарагуа протягом 42 років. Труни, а також мішки з готівкою і коштовностями (особистий статок диктатора оцінювалася в 400 млн доларів) заповнили вантажний відсік особистого «Боїнга» Сомоси, салон був заповнений його родичами, соратниками і старшими офіцерами Національної гвардії. Доручивши полковнику Федеріко Махіа виконувати свої обов'язки, диктатор прибув на літаку військової бази Хомстед у США, але був змушений покинути США через три дні за наказом Джимі Картера. Втім, полковник Махіа негайно зник, а офіцери його штабу розбіглися, кинувши солдатів Національної гвардії напризволяще.
19 липня в Манагуа вступили колони партизан «Сандіністського фронту національного звільнення» (СФНВ), загальне командування якими здійснював Даніель Ортега Сааведра. Революція перемогла.

## В еміграції
Спершу Сомоса прибув до Флориди, звідки через три дні вирушив морем на Багамські острови, сподіваючись, що ще зможе повернутися в Нікарагуа, оскільки тодішній американський посол Лоуренс Пеццуло повідомив Сомосу, що його повернення на батьківщину справа найближчих шести місяців. Пеццуло говорив, що після приходу до влади нового цивільного уряду, народ заспокоїться, і США зуміє домовитися з новим режимом про повернення диктатора. Однак ніяких переговорів не було — Джиммі Картер кинув колишнього вірного слугу Америки напризволяще.
Пробувши на Багамах 14 днів Сомоса мав вирушати далі в зв'язку з небажанням місцевого уряду продовжувати його візу.
У Сомоси не було іншого вибору, крім як звернутися до свого старого соратника по боротьбі з «комуністичною загрозою», президентові Парагваю Альфредо Стресснер, який гостинно прийняв екс-диктатора. Сомоса оселився в Асунсьйоні, отримавши, відповідно до міжнародного права, статус «політичного біженця». Колишній президент ретельно стежив за подіями, що відбувалися в новій Нікарагуа. У 1980 році він опублікував книгу «Зраджена Нікарагуа», в якій детально розповідав про поразку свого режиму і про зраду з боку Вашингтона.
За два місяці до свого вбивства, Анастасіо Сомоса перевів більше мільйона доларів в Гондурас, для того, щоб фінансувати створення першого контрреволюційного угруповання «Демократична Сила Нікарагуа» (Fuerza Democrática Nicaraguense — FDN), яка, здебільшого, була складена з колишніх бійців Національної Гвардії, які сховалися в цій країні. Сомоса підбадьорився — він дійсно вірив, що настане день і він повернеться на батьківщину переможцем. Він вирішив безкомпромісно боротися з комуністами зі свого притулку в Парагваї.
За допомогою чиновників режиму Стресснера, генералу Сомоса вдалося отримати будинок в одному з найпрестижніших районів столиці — на проспекті Генерала Франсиско Франко, сьогодні перейменованому в проспект Іспанії.

## Вбивство
Сомоса був заочно засуджений до смертної кари, яка наздогнала його в Асунсьйоні 17 вересня 1980 року. (Операція «Рептилія»), де він оселився після повалення. Вранці 16 вересня вантажівка, відповідно до заздалегідь затвердженого плану, на початку проспекту Іспанія врізалася в випадковий легковий автомобіль, повністю блокувавши рух.
Білий «Мерседес» Сомоси змушений був зупинитися прямо навпроти орендованого бойовиками будинку: саме звідти Енріке Горріарана Мерло відкрив вогонь з гвинтівки M-16. Оскільки машина не була броньованою, йому відразу ж вдалося вбити шофера. Почувши постріли, охоронці Сомоси вибігли з його будинку і спробували стати на його захист, однак Горріаран зустрів їх щільним вогнем, не давши наблизитися до автомобіля. У цей момент Ірурсун вистрілив з гранатомета, але не влучив. Негайно після цього був випущений наступний снаряд, який, потрапивши в машину, викликав сильний вибух, повністю зруйнувавши транспортний засіб. Анастасіо Сомоса Дебайле був убитий. Разом з ним загинув і його фінансовий консультант, колумбієць Джо Байтінер.
Група успішно відступила, проте Ірурсун вирішив повернутися в орендований будинок, щоб забрати забуті там чотири тисячі доларів. Побачивши його, свідки події злочину вказали поліції на бойовика. Відбулася коротка перестрілка, в ході якої Ірурсун загинув. Іншим членам РАН за підтримки парагвайських комуністів вдалося уникнути облав і покинути країну.
ЗМІ неодноразово відзначали, що Сомоса міг стати жертвою операції спецслужб США. Лише в 2001 році з'ясувалося, що страту диктатора санкціонував лідер СФНВ Томас Борхе, а провела його група аргентинців з Революційної армії народу під керівництвом Енріке Горріарана Мерло.